# اشتفان بتیشر
اشتفان بتیشر (انگلیسی: Stefan Bötticher؛ زادهٔ ۱ فوریهٔ ۱۹۹۲) دوچرخه‌سوار اهل آلمان است.
وی در مسابقات کشوری و بین‌المللی در مجموع برندهٔ ۲ مدال طلا، ۱ مدال نقره شده‌است.